# 米德尔敦 (肯塔基州)
米德尔敦（英語：Middletown），是美国肯塔基州的一座城市。建立于1797年，面积约为13.2平方公里（5.1平方英里）。根据2010年美国人口普查，该市的人口为7,218人。